# Dahuk (distrikt)
Dahuk (med flera namnformer, se Dahuk) är ett distrikt i Irak.   Det ligger i provinsen Dahuk, i den norra delen av landet, 400 km norr om huvudstaden Bagdad.